# Eleição municipal de Petrópolis em 2012
A eleição municipal da cidade brasileira de Petrópolis em 2012 ocorreu no dia 7 de outubro de 2012, como parte do conjunto de eleições municipais no Brasil que ocorreram no mesmo ano. Na ocasião, foram eleitos um prefeito, vice-prefeito e 15 vereadores para a Câmara Municipal da cidade.
A campanha eleitoral contou com a participação de 5 candidatos a prefeito. O prefeito em exercício, Paulo Mustrangi, do PT, concorreu a reeleição. O primeiro turno foi realizado em 07 de outubro de 2012. Como nenhum candidato recebeu a maioria dos votos no primeiro turno, os dois primeiros colocados, Rubens Bomtempo, candidato pelo PSB, e Bernardo Rossi, candidato pelo PMDB, avançaram para o segundo turno. Em 28 de outubro de 2012, Bomtempo venceu a disputa em segundo turno, sendo eleito com 87.317 votos (56,05% dos votos válidos), ante Rossi, que obteve 68.469 votos (43,95%).
Na Câmara dos Vereadores, 329 candidatos concorreram ao pleito e 15 foram eleitos. Dentre os vereadores eleitos, 4 foram reeleitos. O PMDB foi o partido que conquistou o maior número de assentos, com 3 eleitos. Paulo Igor foi o candidato mais votado, recebendo 3.999 votos (2,49% dos votos válidos).  Os candidatos eleitos tomaram posse na Prefeitura de Petrópolis em 1 de janeiro de 2013 para exercerem um mandato de quatro anos.

## Candidaturas para a prefeitura
| Nº      | Prefeito  | Prefeito        | Prefeito | Prefeito                                                                             | Vice-prefeito(a) | Vice-prefeito(a) | Vice-prefeito(a) | Vice-prefeito(a) | Vice-prefeito(a)                                         | Coligação                                                                                         |
| Nº      | Candidato | Candidato       | Partido  | Cargos relevantes                                                                    | Candidato(a)     | Candidato(a)     | Candidato(a)     | Partido          | Cargos relevantes                                        | Coligação                                                                                         |
| ------- | --------- | --------------- | -------- | ------------------------------------------------------------------------------------ | ---------------- | ---------------- | ---------------- | ---------------- | -------------------------------------------------------- | ------------------------------------------------------------------------------------------------- |
| 12      |           | Nelson Sabra    | PDT      | - Engenheiro                                                                         |                  |                  | Beth Melo        | PDT              | - Odontóloga                                             | Sem coligação                                                                                     |
| 13      |           | Paulo Mustrangi | PT       | - Prefeito de Petrópolis (2009–2013)                                                 |                  |                  | Zoca             | PT               | - Contador                                               | Petrópolis Cada Vez Melhor PT PTN PSDC PHS PTC PRP                                                |
| 15      |           | Bernardo Rossi  | PMDB     | - Deputado estadual do Rio de Janeiro (2011–2015)                                    |                  |                  | Profª. Josília   | PMDB             | - Advogada                                               | Juntos Para Mudar Petrópolis PRB PP PTB PMDB PSL PSC PPS PRTB PSDB PSD                            |
| 40      |           | Rubens Bomtempo | PSB      | - Vereador de Petrópolis (1991–2001); - Prefeito de Petrópolis (2001–2007); - Médico |                  |                  | Fernando Vaz     | PSB              | - Médico                                                 | Unidos Por Petrópolis – Experiência e Competência Para Voltar a Crescer PR DEM PSB PV PCdoB PTdoB |
| 50      |           | Alex Dias       | PSOL     | - Empresário                                                                         |                  |                  | Alex Lopes       | PSOL             | - Técnico de Eletricidade, Eletrônica e Telecomunicações | Sem coligação                                                                                     |
| Fontes: |           |                 |          |                                                                                      |                  |                  |                  |                  |                                                          |                                                                                                   |

## Candidatos à vereança
| Coligação                                                 | Partido | Partido | Candidaturas |
| --------------------------------------------------------- | ------- | ------- | ------------ |
| Frente Serrana (30 candidatos)                            |         | PTdoB   | 16           |
| Frente Serrana (30 candidatos)                            |         | PV      | 14           |
| Democracia Republicana (30 candidatos)                    |         | PR      | 25           |
| Democracia Republicana (30 candidatos)                    |         | DEM     | 5            |
| Unidos Por Uma Petrópolis Melhor (30 candidatos)          |         | PMDB    | 25           |
| Unidos Por Uma Petrópolis Melhor (30 candidatos)          |         | PSD     | 5            |
| Muda Petrópolis (30 candidatos)                           |         | PTB     | 13           |
| Muda Petrópolis (30 candidatos)                           |         | PSDB    | 9            |
| Muda Petrópolis (30 candidatos)                           |         | PRB     | 5            |
| Muda Petrópolis (30 candidatos)                           |         | PSL     | 3            |
| Reage Petrópolis (30 candidatos)                          |         | PPS     | 22           |
| Reage Petrópolis (30 candidatos)                          |         | PRTB    | 8            |
| Coligação PP–PSC (29 candidatos)                          |         | PSC     | 16           |
| Coligação PP–PSC (29 candidatos)                          |         | PP      | 13           |
| Unidade Popular Para a Verdadeira Mudança (29 candidatos) |         | PSB     | 21           |
| Unidade Popular Para a Verdadeira Mudança (29 candidatos) |         | PCdoB   | 8            |
| Petrópolis Cada Vez Melhor (29 candidatos)                |         | PT      | 23           |
| Petrópolis Cada Vez Melhor (29 candidatos)                |         | PHS     | 6            |
| Petrópolis do Futuro (28 candidatos)                      |         | PTC     | 19           |
| Petrópolis do Futuro (28 candidatos)                      |         | PRP     | 9            |
| Petrópolis Com Muito Amor (26 candidatos)                 |         | PSDC    | 14           |
| Petrópolis Com Muito Amor (26 candidatos)                 |         | PTN     | 12           |
| Sem coligação                                             |         | PDT     | 21           |
| Sem coligação                                             |         | PSOL    | 17           |
| Fontes:                                                   |         |         |              |

## Resultados da eleição

### Prefeito
| Candidato(a) a prefeito  | Candidato(a) a prefeito  | Candidato(a) a vice-prefeito | Primeiro turno 07 de outubro de 2012 | Primeiro turno 07 de outubro de 2012 | Segundo turno 28 de outubro de 2012 | Segundo turno 28 de outubro de 2012 |
| Candidato(a) a prefeito  | Candidato(a) a prefeito  | Candidato(a) a vice-prefeito | Total                                | Percentagem                          | Total                               | Percentagem                         |
| ------------------------ | ------------------------ | ---------------------------- | ------------------------------------ | ------------------------------------ | ----------------------------------- | ----------------------------------- |
|                          | Rubens Bomtempo (PSB)    | Fernando Vaz (PSB)           | 50.320                               | 29,83%                               | 87.317                              | 56,05%                              |
|                          | Bernardo Rossi (PMDB)    | Profª. Josilia (PMDB)        | 52.951                               | 31,39%                               | 68.469                              | 43,95%                              |
|                          | Paulo Mustrangi (PT)     | Zoca (PT)                    | 45.060                               | 26,71%                               | Não participou                      | Não participou                      |
|                          | Nelson Sabra (PDT)       | Beth Melo (PDT)              | 16.929                               | 10,03%                               | Não participou                      | Não participou                      |
|                          | Alex Dias (PSOL)         | Alex Lopes (PSOL)            | 3.442                                | 2,04%                                | Não participou                      | Não participou                      |
| Total de votos válidos   | Total de votos válidos   | Total de votos válidos       | 168.702                              | 168.702                              | 155.786                             | 155.786                             |
| Votos apurados           |                          |                              |                                      |                                      |                                     |                                     |
| Votos válidos            | Votos válidos            | Votos válidos                | 168.702                              | 85,75%                               | 155.786                             | 83,34%                              |
| Votos em branco          | Votos em branco          | Votos em branco              | 10.004                               | 5,08%                                | 7.806                               | 4,18%                               |
| Votos nulos              | Votos nulos              | Votos nulos                  | 18.042                               | 9,17%                                | 23.328                              | 12,48%                              |
| Total de votos apurados  | Total de votos apurados  | Total de votos apurados      | 196.748                              | 196.748                              | 186.920                             | 186.920                             |
| Eleitores                |                          |                              |                                      |                                      |                                     |                                     |
| Comparecimentos          | Comparecimentos          | Comparecimentos              | 196.748                              | 81,5%                                | 186.920                             | 77,43%                              |
| Abstenções               | Abstenções               | Abstenções                   | 44.652                               | 18,5%                                | 54.480                              | 22,57%                              |
| Total de eleitores aptos | Total de eleitores aptos | Total de eleitores aptos     | 241.400                              | 241.400                              | 241.400                             | 241.400                             |
| Total de seções: 699     |                          |                              |                                      |                                      |                                     |                                     |
| Fontes:                  |                          |                              |                                      |                                      |                                     |                                     |

### Composição da Câmara Municipal
|                          |                          |                 |                 |          |         |
| Nº                       | Partido                  | Votos populares | Votos populares | Assentos | ±       |
| Nº                       | Partido                  | Votos           | %               | Assentos | ±       |
| 15                       | PMDB                     | 26.687          | 15,35%          | 3        | Estável |
| 13                       | PT                       | 14.525          | 8,35%           | 2        | 2       |
| 40                       | PSB                      | 13.726          | 7,89%           | 2        | 2       |
| 14                       | PTB                      | 13.309          | 7,65%           | 2        | 2       |
| 36                       | PTC                      | 13.293          | 7,64%           | 2        | 2       |
| 22                       | PR                       | 13.555          | 7,79%           | 1        | 1       |
| 20                       | PSC                      | 11.861          | 6,82%           | 1        | 1       |
| 23                       | PPS                      | 11.545          | 6,64%           | 1        | 1       |
| 11                       | PP                       | 6.096           | 3,51%           | 1        | 1       |
| 27                       | PSDC                     | 7.526           | 4,33%           | 0        | 2       |
| 65                       | PCdoB                    | 6.036           | 3,47%           | 0        | -       |
| 45                       | PSDB                     | 5.544           | 3,19%           | 0        | -       |
| 12                       | PDT                      | 4.962           | 2,85%           | 0        | 1       |
| 55                       | PSD                      | 4.739           | 2,73%           | 0        | -       |
| 70                       | PTdoB                    | 3.167           | 1,82%           | 0        | -       |
| 28                       | PRTB                     | 2.847           | 1,64%           | 0        | -       |
| 50                       | PSOL                     | 2.580           | 1,48%           | 0        | -       |
| 44                       | PRP                      | 2.445           | 1,41%           | 0        | -       |
| 31                       | PHS                      | 2.427           | 1,4%            | 0        | -       |
| 43                       | PV                       | 2.152           | 1,24%           | 0        | 1       |
| 10                       | PRB                      | 1.999           | 1,15%           | 0        | -       |
| 19                       | PTN                      | 1.652           | 0,95%           | 0        | -       |
| 25                       | DEM                      | 795             | 0,46%           | 0        | -       |
| 17                       | PSL                      | 429             | 0,25%           | 0        | -       |
| Total de votos válidos   | Total de votos válidos   | 173.897         | 173.897         | 15       | 15      |
| Votos apurados           |                          |                 |                 | 15       | 15      |
| Total de votos válidos   | Total de votos válidos   | 173.897         | 88,39%          | 15       | 15      |
| Votos em branco          | Votos em branco          | 9.776           | 4,97%           | 15       | 15      |
| Votos nulos              | Votos nulos              | 13.075          | 6,65%           | 15       | 15      |
| Total de votos apurados  | Total de votos apurados  | 196.748         | 196.748         | 15       | 15      |
| Eleitores                |                          |                 |                 | 15       | 15      |
| Comparecimentos          | Comparecimentos          | 196.748         | 81,5%           | 15       | 15      |
| Abstenções               | Abstenções               | 44.652          | 18,5%           | 15       | 15      |
| Total de eleitores aptos | Total de eleitores aptos | 241.400         | 241.400         | 15       | 15      |
| Fontes:                  |                          |                 |                 |          |         |

### Vereadores eleitos
| Candidato(a) | Candidato(a)                | Partido | Votos | Votos       | Cidade de origem | Unidade federativa/País |
| Candidato(a) | Candidato(a)                | Partido | Total | Percentagem | Cidade de origem | Unidade federativa/País |
| ------------ | --------------------------- | ------- | ----- | ----------- | ---------------- | ----------------------- |
|              | Paulo Igor                  | PMDB    | 3.999 | 2,49%       | Rio de Janeiro   | Rio de Janeiro          |
|              | Silmar Fortes               | PMDB    | 2.931 | 1,82%       | Petrópolis       | Rio de Janeiro          |
|              | Jorginho Banerj             | PSB     | 2.901 | 1,8%        | Petrópolis       | Rio de Janeiro          |
|              | Roni Medeiros               | PTB     | 2.658 | 1,65%       | Petrópolis       | Rio de Janeiro          |
|              | Ronaldão                    | PR      | 2.478 | 1,54%       | Petrópolis       | Rio de Janeiro          |
|              | Gilda Beatriz Pro Eficiente | PMDB    | 2.453 | 1,53%       | Rio de Janeiro   | Rio de Janeiro          |
|              | Ronaldo Ramos               | PTC     | 2.453 | 1,53%       | Petrópolis       | Rio de Janeiro          |
|              | Meirelles                   | PTB     | 2.434 | 1,51%       | Duque de Caxias  | Rio de Janeiro          |
|              | Montanha                    | PPS     | 2.251 | 1,4%        | Guaçuí           | Espírito Santo          |
|              | Maurinho Branco             | PTC     | 2.244 | 1,4%        | Petrópolis       | Rio de Janeiro          |
|              | Thiago Damaceno             | PP      | 2.213 | 1,38%       | Petrópolis       | Rio de Janeiro          |
|              | Luizinho Sorriso            | PT      | 2.003 | 1,25%       | Duque de Caxias  | Rio de Janeiro          |
|              | Anderson Juliano            | PT      | 1.875 | 1,17%       | Petrópolis       | Rio de Janeiro          |
|              | Pastor Sebastião            | PSC     | 1.859 | 1,16%       | Petrópolis       | Rio de Janeiro          |
|              | Vadinho                     | PSB     | 1.821 | 1,13%       | Petrópolis       | Rio de Janeiro          |
| Fontes:      |                             |         |       |             |                  |                         |